# Matthieu Gonet
 (avril 2023).
 (avril 2023).
Si vous disposez d'ouvrages ou d'articles de référence ou si vous connaissez des sites web de qualité traitant du thème abordé ici, merci de compléter l'article en donnant les références utiles à sa vérifiabilité et en les liant à la section « Notes et références ».
Pour les articles homonymes, voir Gonet.
Matthieu Gonet est un musicien et compositeur français, né le 7 septembre 1972 à Paris.

## Biographie

### Jeunesse et formations
Matthieu Gonet est né en 1972 à Paris, de parents musiciens. Il commence le piano à l'âge de trois ans.
À l’âge de 10 ans, il quitte l'école pour suivre des cours par correspondance afin de consacrer son temps à la musique et au piano.
En 1982, il « prête ses mains » au personnage de Mozart enfant dans le feuilleton en six épisodes Mozart, de Marcel Bluwal, diffusé d'octobre à novembre 1983 sur TF1.
À l’âge de quatorze ans, il est admis au Conservatoire national supérieur de musique et de danse de Paris dans la classe de piano d'Yvonne Loriod. Il étudie l'harmonie, le contrepoint, la fugue, l'orchestration, l'analyse et la direction d'orchestre.

### Carrière

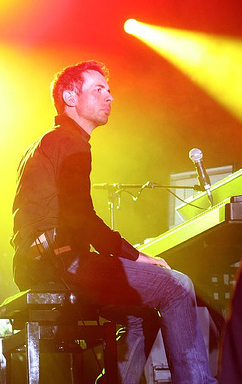
Matthieu Gonet sur scène en 2009.

Après ses études musicales, Matthieu Gonet travaille avec Daniel Mesguich à la Comédie Française, ainsi que pour de nombreuses créations de spectacles.
Ses domaines sont la chanson et la musique de films. Il collabore avec des artistes aux univers variés.
Il écrit des orchestrations symphoniques pour Bernard Lavilliers ; il réalise avec lui le titre Solidaritude, sur l'album Arrêt sur image ; il crée, en 1998, le spectacle Brecht, ici et maintenant, avec Hanna Schygulla au théâtre national de Chaillot, qu'il joue avec elle dans le monde entier pendant plus d'un an.
Après avoir accompagné la chanteuse Anne Sylvestre, il réalise en 1999, les deux albums Fin de siècle de Jean Guidoni, et commence une collaboration avec la chanteuse Lio sur l'album Lio chante Prévert.
En 2001, il intègre le programme télévisé Star Academy, dans lequel ses fonctions sont étendues au fur et à mesure des saisons : directeur musical, pianiste, orchestrateur, répétiteur, chef d’orchestre ainsi que jury lors des évaluations des élèves. À l’issue de chaque saison, il est également le directeur musical des tournées.
Il accompagne, en tant que pianiste ou chef d'orchestres philharmoniques, de nombreux artistes tels que : Johnny Hallyday, Phil Collins, Céline Dion, Liane Foly, Patrick Bruel, Isabelle Boulay, Liza Minnelli, Mariah Carey, Lionel Ritchie, Charles Aznavour, Michel Sardou, Christophe Willem, Hélène Ségara, Julie Zenatti, Lara Fabian ou encore Chimène Badi.
En 2008, à la fin de la septième saison, il décide de mettre un terme à sa participation à la Composition du programme de la Star Academy.

### Vie privée
Matthieu Gonet est père de deux enfants, Alexandre (né en avril 2004) et Lou (née le 6 avril 2012), dont la mère est la musicienne Lise Orivel.

## Musique de film et spectacles
Il assure la direction musicale de longs-métrages : Hitman de Xavier Gens (Century Fox) et Un conte de Noël d’Arnaud Desplechin (BAC Films), écrit les orchestrations symphoniques de l'habillage de la chaîne internationale France 24, et continue de travailler avec des artistes comme Camille et Laurent Korcia sur l’album Cinéma (EMI).
En 2010, il dirige à Paris la comédie musicale Spamalot, adaptation musicale du film Sacré Graal des Monty Python, mise en scène par Pef, l'ancien membre de la troupe des Robins des bois.
En 2012, il compose les musiques originales de longs-métrages : Plan de table avec Franck Dubosc et Elsa Zylberstein, Arrêtez-moi de Jean-Paul Lilienfeld avec Sophie Marceau et Miou-Miou, et Dead Man Talking de Patrick Ridremont avec François Berléand.
En 2013, il compose la musique originale du film Les Profs avec Christian Clavier, Isabelle Nanty et Kev Adams.
Il est classé en 7e place des compositeurs de musique de film au box-office 2013.
En 2014, il compose la musique originale du film Ablations avec Virginie Ledoyen et Yolande Moreau, la musique originale de la nouvelle série Oum le dauphin blanc (2015) pour TF1, ainsi que celle de la série Sammy and Co pour M6.
En 2015, il compose la musique originale du film Les Profs 2 avec Kev Adams, ainsi que la musique originale du film Le Fantôme de Canterville avec Michaël Youn, Michèle Laroque et Audrey Fleurot, sorti le 6 avril 2016.
En 2016, il compose les musiques originales des films Tout schuss avec José Garcia, Joséphine s'arrondit de et avec Marilou Berry, ainsi que Fleur de tonnerre avec Déborah François et Benjamin Biolay. Il écrit cette même année les arrangements des chansons du film Ma vie de chat de Barry Sonnenfeld, et compose également la chanson originale du film L'Idéal de Frédéric Beigbeder, ainsi que la musique originale du film Mon Poussin de Frédéric Forestier (sortie en juin 2017). Il compose en 2016 la musique originale du film Madame, d'Amanda Sthers avec Harvey Keitel et Toni Collette (sorti en 2017).
Il obtient, en 2017, le prix de la meilleure musique de film au Festival international du film de Pékin.
La même année, il compose la musique de Santa et Cie, de et avec Alain Chabat, de Gaston Lagaffe, de et avec Pierre-François Martin-Laval, ainsi que la bande-originale de Monsieur Je Sais Tout (sorti en 2018).

## Télévision
En 2001, il est répétiteur et directeur musical de la Star Academy sur TF1. Il participe à l'émission de 2001 à 2007. Dans le film biographique consacré au gagnant de la quatrième saison, Grégory Lemarchal, Pourquoi je vis (2020), son rôle est interprété par Loïc Blanco.
Il participe aux émissions télévisées : Rendez-vous avec mon idole  sur TF1, Dans l'univers de sur France 2 ou Seriez-vous un bon expert ? également sur France 2 ; il enregistre de nombreuses musiques de films et de téléfilms. Depuis 2017, il compose également, en collaboration avec Émilie Gassin et Benjamin Violet, la musique (hors générique) de la série quotidienne Demain nous appartient et d'Ici tout commence pour TF1.
Il compose en 2019 les chansons du premier épisode de la quatrième saison de Burger Quiz, La saison de trop.

## Discographie sélective

### Piano
- 2000 : Partage des eaux - Anne Sylvestre
- 2004 : Mon cabaret - Roxanne - Sofia Essaïdi
- 2020 : N'attendons pas - J'ai essayé - Vianney
- 2020 : N'attendons pas - Beau-papa - Vianney
- 2023 : À 2 à 3 - Maintenant - Vianney

### Direction musicale
- 1999 : Fin de Siècle 1 - Jean Guidoni
- 1999 : Fin de Siècle 2 - Jean Guidoni
- 2000 : Lio chante Prévert - Je suis comme je suis, Il y a la nuit, Embrasse-moi Lio
- 2001 : Une étoile et moi - Isabelle Georges
- 2001 : Arrêt sur image - Solidaritude Bernard Lavilliers
- 2001 : Star Academy : L'album - On n'est pas seul Star Academy
- 2002 : Jérémy Chatelain - Belle histoire Jérémy Chatelain
- 2003 : Cœur de rubis - Lio
- 2003 : Star Academy 2 : Le Live
- 2004 : Mon cabaret - Roxanne Sofia Essaïdi
- 2007 : La voix d'un ange - Et maintenant Grégory Lemarchal
- 2007 : Hitman
- 2008 : Un conte de Noël
- 2009 : Cinéma - Some Day My Prince Will Come de Laurent Korcia
- 2009 : L'Avocat
- 2012 : Le Prénom
- 2021 : Si on chantait

### Compositeur
- 2012 : Plan de table
- 2012 : Arrêtez-moi
- 2013 : Dead Man Talking
- 2013 : Les Profs
- 2014 : Ablations
- 2015 : Les Profs 2
- 2016 : Le Fantôme de Canterville
- 2016 : Tout schuss
- 2016 : Joséphine s'arrondit
- 2016 : Fleur de tonnerre
- 2016 : L'Idéal
- 2017 : Mon poussin
- 2017 : Madame
- 2017 : Santa et Cie
- 2018 : Ma reum
- 2018 : Monsieur je-sais-tout
- 2017 : Demain nous appartient
- 2019 : Mine de rien
- 2020 : Ici tout commence
- 2021 : Attention au départ !
- 2021 : La Très Très Grande Classe
- 2021 : Qu'est-ce qu'on a tous fait au Bon Dieu ?
- 2022 : Ducobu président !
- 2023 : Un stupéfiant Noël !
- 2024 : Ducobu passe au vert
- 2025 : Ghosts
- 2025 : Vacances forcées

## DVD
- 2004 : Matthieu Gonet - TF1 Vidéo

## Divers
Engagé pour la cause contre le cancer, il est le directeur musical et chef d'orchestre des concerts de l'association Tout le monde chante depuis 2009.
Il crée le pôle variété du conservatoire de Levallois-Perret en septembre 2008 et est directeur de ce conservatoire de janvier 2009 à novembre 2012.
En 2012, il est le directeur musical de la tournée Les Stentors.
En septembre 2012, il est le directeur musical du spectacle musical Départ Immédiat !, écrit et mis en scène par Rodolph Nasillski à l'Olympia, au profit de l'Association Laurette Fugain
La presse « people » lui a prêté, à l'époque de la deuxième saison de la Star Academy, une liaison avec l'académicienne Nolwenn Leroy (par ailleurs vainqueure de cette deuxième saison). Elle est démentie par les deux intéressés.
Musicalement, il se revendique de Quincy Jones, Leonard Bernstein et Michael Jackson.